# 克萊拉 (錫卡索省)
克萊拉（法語：Kléla），是馬里的城鎮，位於該國南部，由錫卡索區的錫卡索省負責管轄，面積786平方公里，海拔高度333米，2009年人口31,334，人口密度每平方公里40人。